# Paul Giger
Pour les articles homonymes, voir Giger.
Paul Giger, né en 1952 à Herisau en Suisse, est un compositeur et violoniste suisse de musique contemporaine et de jazz.

## Biographie
Paul Giger s'est spécialisé en jazz aux techniques d'improvisation et de free jazz. Il a collaboré avec le Hilliard Ensemble, Jan Garbarek, Pierre Favre et Marie-Louise Dähler sur des enregistrements parus chez ECM.